# 13283 Dahart
13283 Dahart è un asteroide della fascia principale. Scoperto nel 1998, presenta un'orbita caratterizzata da un semiasse maggiore pari a 2,4023717 au e da un'eccentricità di 0,1870141, inclinata di 0,37784° rispetto all'eclittica.
L'asteroide è dedicato allo studente statunitense David Andrew Hart.